# Dorothea Christensen
Dorothea von der Lippe Christensen (Veøya, 19 de dezembro de 1847 — Sandefjord, 28 de fevereiro de 1908) foi uma política e escritora norueguesa.